# Margaret Marley Modlin
Margaret Marley Modlin conocida también como Margaret Modlin (Carolina del Norte, 5 de enero de 1927 - Madrid, 28 de octubre de 1998) fue una pintora surrealista, escultora y fotógrafa estadounidense que pasó gran parte de su vida artística en Madrid, España. Parte de su obra está centrada en el Apocalipsis de San Juan y ella se autodenominaba "La mejor pintora del apocalipsis de todos los tiempos".

## Biografía
Margaret Marley nació en el Condado de Robeson, Carolina del Norte el 5 de enero de 1927 en el seno de una familia acomodada. Estudió Bellas Artes en la universidad de Chapell Hill en Carolina del Norte. En 1947 durante la representación de la obra de teatro Li´l Abner conoció a su marido el actor y poeta Elmer Modlin con el que se casó en 1949. El matrimonio tuvo un hijo, Nelson Modlin, nacido en 1952. La familia se trasladó a Hollywood en 1954 donde Margaret y Elmer establecieron relación con intelectuales como Anaïs Nin y Henry Miller. En 1970 toda la familia se trasladó a Madrid donde la artista potenció su carrera y es en esta ciudad donde se desarrolló la mayor parte de su obra pictórica.

## Carrera artística
Debido al uso que hacía de las formas y la luz, la artista utilizó la fotografía para dar forma a  las ideas, explorando sombras y posiciones, usando modelos, que en muchas ocasiones eran su hijo y su marido. Su estilo surrealista es único, con un vertiente apocalíptica y mesiánica que le hizo ser una artista única en su género. Margaret llegó a exponer en lugares tan dispares como California, España, Nueva York o Italia. Además de ser la primera artista extranjera en ser invitada al Círculo de Bellas Artes de Madrid en 1978. En 2016 y 2018 Malvin Gallery de Madrid realizó dos exposiciones con toda su obra y desde entonces la

## Los Modlin
Después de la muerte de su marido en 2003 y habiendo fallecido su hijo, muchas de sus fotografías y pertenencias aparecieron tiradas en la Calle Pez de Madrid, donde el fotógrafo Paco Gómez encontró el material para escribir un libro sobre la familia. El libro Los Modlin fue publicado en noviembre de 2013.